# آیومو موچیزوکی
آیومو موچیزوکی (انگلیسی: Ayumu Mochizuki؛ زادهٔ ۲۸ سپتامبر ۲۰۰۰) بازیگر اهل ژاپن است. وی از سال ۲۰۱۴ میلادی تاکنون مشغول فعالیت بوده‌است.